# Xot del Japó
El xot del Japó (Otus semitorques) és una espècie d'ocell de la família dels estrígids (Strigidae). Habita zones boscoses del nord-est de la Xina i zona limítrofa de Sibèria, Corea, Japó i les illes Kurils. El seu estat de conservació es considera de risc mínim.